# T-54
T-54(러시아어: Т-54, 개발명:Obj 730)는 소련의 주력전차이다. 1946년 소련 육군에 채택된 이후, 1947년부터 일련 생산에 들어갔으며 이후 지속적으로 개량 및 현대화 작업을 거쳤다. 1958년부터 핵전쟁을 대비해 설계된 T-55가 생산에 들어갔지만, 1961년부터 1967년까지 T-55의 성능을 더욱 올린 T-62가 주력전차가 되었다. T-55와 T-62가 주력전차로 채택된 이후에도 세계 여러 국가에서는 T-54를 지속적으로 생산하고 꾸준히 현대화 작업을 시행했다. 외관상 T-54와 T-55를 구별할 수 없기 때문에, 대부분의 서구권 국가와 중화인민공화국 등 일부 국가에서는 T-55와 T-54를 하나로 합쳐서 명명하기도 한다.
T-54는 제2차 세계 대전 이후 가장 많이 생산된 전차로, 소련이 여러 나라에 수출했으며 조선민주주의인민공화국이나 일부 국가에서는 여전히 현역으로 운용하고 있다.

## 개발 역사

### 이전 전차
소련의 1940년대 중형전차 T-34는 화력, 방호력과 기동력에서 동시대 다른 전차들과 비교했을 때 균형이 가장 잘 잡힌 전차로 여겨지고 있다. 이 전차의 개발은 제2차 세계 대전 동안에도 중단되지 않았고, 전쟁 이후에도 훌륭한 전투력을 보여주었다. 하지만 중요한 전차 생산이 전시 기간에 중단될 수 없었기 때문에, 개발자들은 최신 기술과 주요 개발품을 전차에 탑재할 수 없었다.
1943년 모로조프 계획국은 전쟁 전인 T-34M 개발 계획안을 부활시켜 T-44 전차를 생산했다. 토션 바 서스펜션과 뛰어난 변속엔진, 그리고 기관총 사수 위치의 제거로 T-44는 T-34만큼 뛰어난 실력을 보여주었다. T-44의 생산 준비가 완료되었을 때, T-34 역시 76mm 주포를 탑재하여 개량에 성공했다. T-44가 여러 면에서 T-34를 압도했지만, 이 당시 T-34 생산은 한창 진행 중이었고, 다량의 T-34가 소수의 우월한 디자인을 보유한 T-44의 이점을 상쇄시켰다. T-44는 전쟁 동안 2,000대 가량이 생산되었다. 하지만 기획자들은 이 전차를 더 향상된 포에 대한 기초로 T-44를 계속 이용했다. 이를 통해 기획자들은 122 mm 포를 기획했지만, 100 mm 포가 더 나은 대안이라고 결정을 내렸다.
핵무기 실험 결과 T-54 전차는 2–15 kt 핵전하 진앙지에서 300m 떨어진 거리에서도 버틸 수 있음이 입증되었지만, 전차 승조원들은 700m 이상 떨어져야 생존할 수 있음이 밝혀졌다. 소련 당국은 감마선이 감지된 지 0.3초 후에 작동하기 시작하는 화생방 방호체계를 개발하기로 결정했다.
기초 방호체계는 핵폭발에 대한 방호와 방사능 미립자 여과체계가 갖추어져 있었지만 외부 감마선이나 가스에 대한 방호 체계는 없었으며, 이로 인해 하리코프의 KB-60 계획처는 PAZ 화생방 방호체계를 수립하는 임무를 맡아 1956년 완료한다. 서류가 우랄 전차공장으로 넘어갔다. 전차의 구조를 변화시키고 새로운 생산기술을 도입해 전차의 전투력을 향상시키기로 결정했다. 많은 변화는 T-54M에 시험적용되었다. 전차는 새로운 V-55 12 냉각 디젤 엔진을 탑재했고, 이 엔진은 581 마력의 속도를 낼 수 있었다. 연료 공급과 공급 압력을 증가시키면 전차는 더 높은 엔진 출력이 가능했다. 계획자들은 엔진실과 MC-1 디젤 연료여과기에 발열 체계를 도입하기로 결정했다. 엔진은 AK-150S 장전기와 전기식 시동기를 사용해 공기로 시동이 걸렸다. 이 덕택에 전차는 공기를 채우고 다닐 필요가 없어졌다. 수리와 유지를 더 쉽게 하기 위해 엔진실 위의 해치를 교체하기로 결정했다. 작전 범위를 넓히기 위해 300L 연료 탱크는 차체 정면에 추가되어 총 680L의 연료를 채울 수 있게 되었다.

### T-54
T-54의 초기 모형들의 생산은 1,490회의 수정이 이루어지면서 느리게 시작되었다. 붉은 군대는 제2차 세계 대전 때보다 우월하고 이론적으로 잠재적인 적의 신형 전차보다 나은 전차를 받았다. 100 mm 포는 BR-412 종류의 APHE 포탄을 발사했는데, 이 포탄은 교체된 T-34와 비교했을 때 관통력이 더 우수했다. 생산이 증가하자 질적인 문제가 대두되었다. 생산은 중단되었고, 향상된 T-54-2가 계획되었다. 몇몇 변화가 이 전차에 적용되었고, 새로운 주포가 탑재되었다. 돔 모양의 주포와 납작한 측면은 IS-3 중전차에서 영감을 받은 것이었다. 이는 이후 T-54의 주포와 비슷했지만 후방의 독특한 돌출부가 있었다. 방현재식 기관총도 제거되었다. 변속장치도 현대화되었으며 궤도도 580mm로 증가했다. T-54-2는 1949년 스탈린 우랄 전차공장 No. 183에서 생산에 들어갔다. 1951년, 두 번째 현대화 작업이 이루어졌고, 이 전차는 T-54-3 (Ob'yekt 137Sh)로 명명되었다. T-54-3 전차는 TSh-20을 대신해 새로운 TSh-2-22 망원경이 장착되어 포수의 시야를 넓혔으며, 측면의 아랫부분이 없는 새로운 주포를 탑재했다. 전차는 TDA 배연체계를 계승했다. 지휘관용 전차인 T-54K도 제작되었으며, R-113 라디오를 탑재했다.

#### T-54A/T-54B
1950년대 초, 우랄 전차공장 계획국의 직원들이 갑작스럽게 변하게 되었다. 모르조프를 대신해 콜렌스니코바가 들어왔지만, 그 역시 1953년 3월 레오니드 카르체프로 교체된다. 새로운 기획자의 첫 결정은 STP-1 수직안정장치가 있는 D-10T 전차포를 탑재하는 것이었다. 새로운 전차포는 D-10TG라 명명되었으며, T-54 주포에 장착되었다. 새로운 전차는 야간 시야확보장장치가 탑재되어 있었으며, T-54라고 명명되었다. 초기에 이 전차는 작은 주둥이식 균형추가 있었으며, 이는 나중에 배연구로 교체되었다. T-54A는 OPVT 통풍장치, TSh-2A-22 망원장치, TVN-1 적외선 잠망경, IR 전조등, 새로운 R-113 라디오, 다단계 엔진 공기필터와 방사능 조절장치가 있었다. 이를 통해 엔진 출력이 향상되었고, 전기식 유류 펌프, 하부에 괸 물을 퍼올리는 펌프, 그리고 자동소화장치와 추가 연료장치가 있었다. 전차는 1954년부터 생산에 들어갔고, 1955년부터 실전에 투입되었다. 이 전차는 T-54AK 지휘용 전차에 기초를 제공했다. 지휘전차는 추가적으로 R-112 라디오 세트와, TNA-2 항법장치를 장착했고, 주포 장전에 필요한 탄약은 5발로 줄었으며 생산량이 얼마 안 되는 AB-1-P/30도 탑재되었다. 1954년 10월 T-54M으로 명명된 T-54A 전차는 새로운 D-54T와 D-54TS 100 mm 활강포와 라두가/몰리냐 안정화 시스템의 시험대 역할을 했고, 이 장치들은 모두 이후 전차인 T-62에 장착되었다. 시험은 성공적이지 못했고, T-55 개발은 D-10 전차포를 사용한채 계속 이어졌다. 이 전차는 V-54-6 엔진을 장착했지만, 생산에 들어가지는 않았다.
T-54A에 기초를 둔 새로운 전차 모델이, T-54B로 명명되어 1955년부터 기획에 들어갔다. 이 전차는 100 mm D-10T2S 전차포와 호환되었다. 1957년부터 이 전차는 생산되었다. 생산 4달 동안 새로운 전차는 L-2 "루나" 전조등, TPN-1-22-11 IR 사수 잠망경과 OU-3 IR 지휘관 전조등이 탑재되었다. 현대적인 APFSDS 탄약이 개발되어 NATO의 기갑무기와 경쟁력을 유지할 수 있을 정도로 포의 관통력이 크게 증가했다. T-54B는 T-54BK 지휘전차의 기초형이었고, T-54BK 전차는 T-54AK 지휘전차와 장비가 동일했다.
자로가에 따르면 "1950년대 기준으로 T-54는 치명적인 화력과 훌륭한 장갑 방호, 그리고 좋은 내구성을 가진 우수한 전차였다". 한편 미국의 M48 패튼 전차나 영국의 센츄리온 전차와 비교했을 때 T-54 전차는 확실히 더 작고 가벼웠다. 100mm D-10T 전차포는 서구의 주포에 비해 더 강력했다. 미국 M48의 주포는 90mm 주포였고, 센츄리온 3호 전차는 84mm 포를 장착했다.
미국이 새로운 105mm M68 주포를 탑재한 M60 패튼을 개발하고 센츄리온 전차가 105mm L7포를 장착하면서 T-54의 장점도 사라지기 시작했다. 100mm 포의 예하 주포가 부속했고, 전차의 단순한 화력통제장치로 인해 1960년대까지 T-55 전차들은 장거리에서 고폭탄만을 발사해야 했다. 소련군은 유럽 간의 잠재적인 분쟁에서 이것이 받아들여질 수 있다고 생각했지만, HEAT 탄의 효율성이 감소하기 시작하고 운동 에너지탄이 개발되면서 이러한 생각도 없어지게 되었다.

## 개량형

### 소련 및 러시아
- ZSU-57-2: T-54 차체를 활용 대공자주포
- OT-54: 화염방사전차[10]

### 이스라엘
- 아크자리트: 이스라엘군이 T-54 차체를 활용하여 만든 보병전투차량

### 파키스탄
- 알자라르 전차: T-54의 개량형인 59식 전차를 개량하고 현대화시킨 전차

### 이란
- 72Z식 전차: T-54의 개량형인 59식 전차를 개량하고 현대화시킨 전차

## 생산

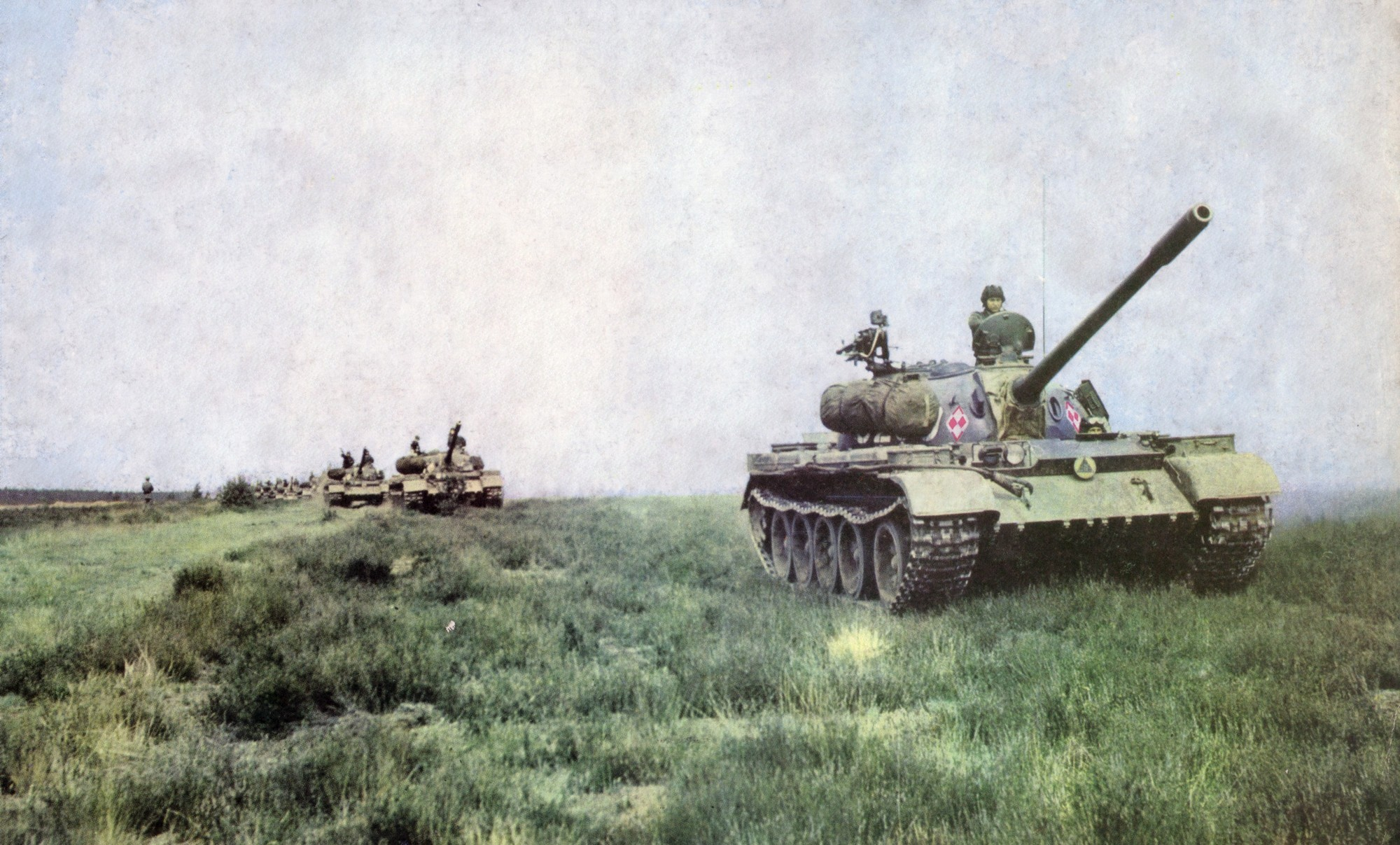
폴란드 T-54AM 전차들

T-54-1 생산은 초기에 더뎠다. 1946년에는 3대가, 1947년에는 22대가 생산되었다. 1948년에는 스탈린 우랄 전차공장 No. 183에서 285대의 전차가 생산되었다. 이 무렵 T-44 생산은 우랄 전차공장에서 완전히 끝나게 되었다. 생산은 생산력의 낮은 수준과 여러 번의 실패로 인해 중단되었다. T-54-2는 1949년 우랄 전차공장에서 생산이 시작되었으며, 1950년 말까지 423대의 전차가 생산되었다. 이 전차는 1950년 옴스크 공장의 T-34 생산을 대체했다. 1951년, 800대 이상의 T-54-2 전차가 생산되었다. 1952년까지 T-54-2 전차는 생산이 지속되었다. 1955년부터 1957년까지 T-54A가 생산되었고, 1957년부터는 2년간 T-54B가 생산되었다.

## 운용

### 헝가리
소련제 T-54 전차들은 1956년 헝가리 혁명 당시 전투에 참여했고, 몇몇이 반소 헝가리 저항군의 대전차무기와 화염병으로 인해 격파되었다. 이 때 시민군이 탈취한 전차 한 대가 영국 대사관으로 돌진했고, 영국은 이를 계기로 T-54를 분석해 로얄 L7포를 제작하게 되었다.

### 베트남 전쟁

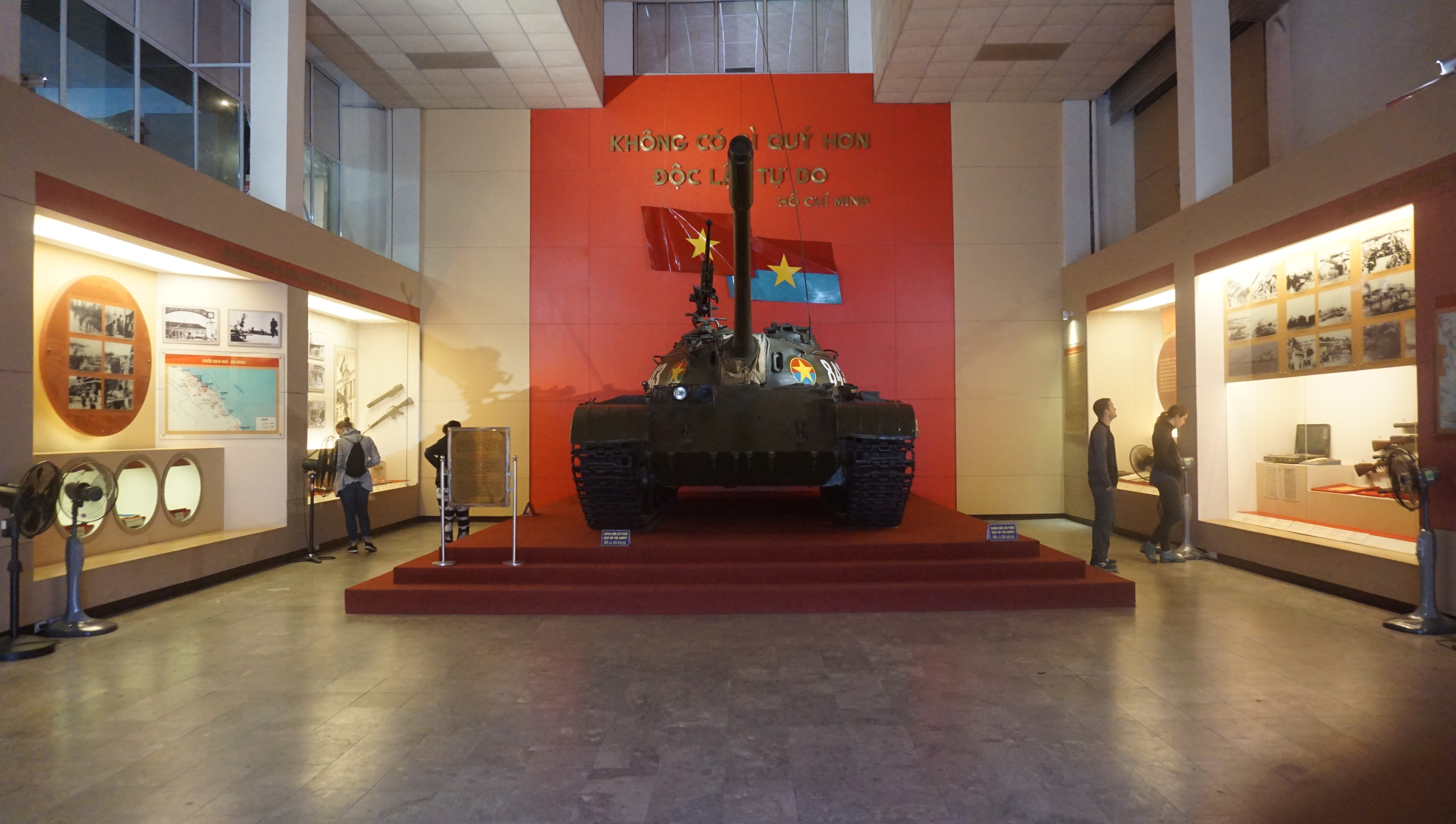
베트남 군사사 박물관에 전시되어 있는 T-54 전차.

베트남 전쟁 당시, 북베트남 인민해방군은 남베트남 공화국군과 미군에 맞서 T-54를 사용했다. 북베트남군과 남베트남군은 1971년 2월 람선 719 작전에서 처음으로 전차전을 벌였다. 이 전투에서 남베트남 제1기갑여단의 M41 워커 불독 전차가 6대의 T-54 전차와 16대의 PT-76 전차를 격파했다. 남베트남군은 5대의 워커 불독과 25대의 수송차량이 격파되었다.
1972년 4월 2일, 남베트남 제20전차여단은 57대의 M48 패튼을 보유하고 있었다. 베트남 비무장지대 근처의 남베트남 도시들 중 가장 큰 도시였던 동하를 향해 북베트남 전차대가 움직이고 있다는 소식이 들렸다. 정오에 남베트남 제1대대는 동하를 향해 제1번 고속국도로 수많은 기갑차량이 움직이고 있음을 포착했고, 자신들의 전차들을 숨겼다. 베트남 인민군이 2,500m에서 3,000m 되는 지역까지 도달하자 M48 패튼의 90mm 주포가 불을 뿜었고 PT-76 경전차 9대와 T-54 2대가 격파되었다.
1972년 4월 9일 제20전차여단의 모든 부대가 보병을 동행한 적 전차와 맞붙었다. 패튼 전차가 2,800m 거리에서 불을 뿜었다. T-54 전차가 응사했지만 거리에 미치지 못했고 베트남 인민군의 전차가 흩어지기 시작했다. 그 날 남베트남군은 16대의 T-54 전차를 격파하고 1대의 59식 전차를 노획했다. 하지만 5월 2일까지 제20전차여단은 적의 화망으로 인해 모든 전차가 격파되었다.
T-54 전차로 무장한 북베트남군은 1972년 4월, 북베트남 제203기갑여단이 남베트남 제22사단을 탄캉 기지에서 공격했을 때 승리를 거두었다. 2일 간의 포격 이후 18대의 T-54 전차가 제22사단을 2개의 방향에서 공격했다. T-54 377번 1대가 M72 LAW 대전차로켓에 격파되기 전까지 7대의 M41 전차를 격파했다. 북베트남군은 18대의 M41 전차와 31대의 M113 장갑차를 격파했고 17대의 M41을 노획했다.
T-54 전차는 캄보디아 내전에서 사용되기도 했다.

### 중화인민공화국

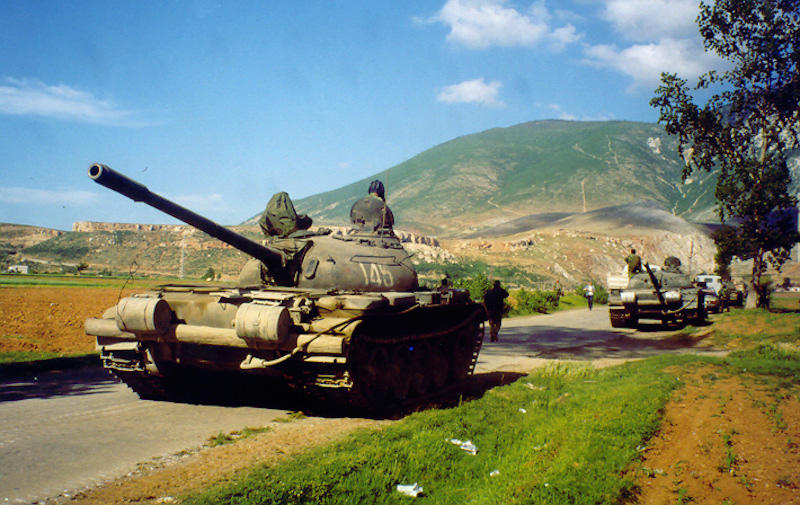
1999년 5월 59식 전차를 코소보와의 국경에 배치하는 알바니아 육군.

중화인민공화국은 중국인민해방군을 위해 T-54A에 기초한 59식 전차 수천 대를 생산했고, 이란-이라크 전쟁 당시 이란과 이라크 양쪽에 69식 전차를 판매하기도 했다. 몇몇 전차는 이라크와 쿠웨이트에서 1991년 1월과 2월에 걸프 전쟁 때 사용되기도 했고, 2003년 이라크 침공 때 운용하기도 했다. 중화인민공화국은 방글라데시와 협력하여 59식 전차 두르조이를 생산하기도 했다. 이후 중국인민해방군은 59식 전차를 개량한 69식 전차를 생산했다.

## 운용국
- 소련
- 중화인민공화국
- 조선민주주의인민공화국
- 루마니아
- 앙골라

### 내용주
1. ↑  다만 대한민국의 경우, 대중매체나 주요 언론, 인터넷 사전 등에서 여전히 T-54와 T-55를 구별하여 부르고 있다.[3][4][5] 물론 일부 사이트의 경우 서구식 명명법을 따르고 있기도 하다.

### 참조주
1. ↑  M. V. Pavlov, I. V. Pavlov. (2011). “Domestic armoured cars 1945—0 years”. 《Technical and armaments: yesterday, today, tomorrow》 (M.) (3): 59.
2. ↑  А. В. Карпенко. Обозрение. Указ. соч —  С. 269—275.
3. ↑  “T-55”. 두산백과. 2023년 10월 28일에 확인함.
4. ↑  “T-44”. 2023년 10월 28일에 확인함.
5. ↑  김, 희선 (2023년 6월 20일). “러시아 ‘자폭탱크’, 우크라이나 다수 사상자 발생?…“소련제 탱크에 폭발물 실어 투입””. 《뉴스인사이드》. 2023년 10월 28일에 확인함.
6. ↑  Miller, David The Great Book of Tanks Salamander Books London, England 2002 338-341 ISBN 1-84065-475-9.
7. ↑  “PAZ vehicle collective protection system”. Janes.com. 2013년 2월 18일에 확인함.
8. 1 2 3  Zaloga 2004, p. 11.
9. 1 2  Zaloga, Steven (2004). 《T-54 and T-55 Main Battle Tanks 1944-2004》. Osprey Publishing. 40쪽. ISBN 1841767921.
10. ↑  “KMDB – OT-54, TO-55 and Obiect 483 Flamethrower Tanks”. 《morozov.com.ua》. 2013년 4월 19일에 원본 문서에서 보존된 문서. 2014년 12월 9일에 확인함.
11. ↑  Zaloga 2004, p. 39.
12. ↑  Zaloga 2004, pp 13, 39.
13. ↑  Starry p. 193
14. ↑  Fulgham, David, Terrence Maitland, et al. South Vietnam On Trial: Mid-1970 to 1972. Boston: Boston Publishing Company, 1984. p. 85
15. 1 2  Starry.
16. ↑  Starry pp. 207, 208
17. ↑  Vietnam Studies - Mounted Combat In Vietnam. General Donn A. Starry. P. 212
18. ↑  “Kíp xe huyền thoại - Quân đội nhân dân”. Qdnd.vn. 2012년 9월 7일에 원본 문서에서 보존된 문서. 2013년 2월 18일에 확인함.
19. ↑  Thi, Lam Quang, Hell in An Loc, The 1972 Easter Invasion and the Battle that Saved South Vietnam, University of North Texas Press, Denton, Texas, 2009. pp. 50-70
20. ↑  Peou, Sorpong (2000). 《Intervention & Change in Cambodia: towards democracy?》. New York: Palgrave Macmillan. 129쪽. ISBN 978-0-312-22717-3.
21. ↑  Gelbart, Marsh (1996). 《Tanks main battle and light tanks》. Brassey’s UK Ltd. 16–17쪽. ISBN 1-85753-168-X.
22. ↑  Razoux, Pierre (2015). 《The Iran- Iraq war》. 번역 Elliott, Nicholas. Cambridge, Massachusetts and London, England: Harvard University Press. 536쪽. ISBN 978-0-674-08863-4.
23. ↑  Abied Hassan (2019년 8월 30일). “Bangladesh Army tests indigenously upgraded Durjoy tanks”. Bangladesh. 2019년 9월 1일에 원본 문서에서 보존된 문서. 2024년 4월 23일에 확인함.

### 서적
- M. Baryatinsky. (2006). 《I tank T-54》. Bronecollection #4 (67). M.: M. Baryatinsky. 32쪽.
- A. V. Karpenko. (in Russian) (1996). 《The creation of domestic armored vehicles (1905-1995)》. SPb. 480쪽.
- M. V. Pavlov, I. V. Pavlov. (2009). “Domestic armoured cars 1945—0 years” 8 (Technical information). M. 56면.
- P. N. Sergeyev. (2000). 《T-54/55. Soviet Main Tank》. O-technical series #102 1. 42쪽.
- P. N. Sergeyev. (2000). 《T-54/55. Soviet Main Tank》. O-technical series #103 2. 49쪽.
- C. Ustyans. (2006). 《T-54/55》. O machines Uralvagonzavod. O Tagil. 226쪽.
- 《Feskov et al:The Armed Forces of the USSR after World War II: from the Red Army to the Soviet Army (Part 1: Ground Forces)》.